# Ercheia nigristriata
Ercheia nigristriata là một loài bướm đêm trong họ Noctuidae.